# Indre (departement)
Indre är ett franskt departement i regionen Centre-Val de Loire. Huvudort är Châteauroux. Departementet har fått sitt namn efter floden Indre. 